# Арнольдштайн
Арнольдштайн (нем. Arnoldstein, словен. Podklošter, итал. Oristagno) — коммуна (нем. Gemeinde) в Австрии, в федеральной земле Каринтия.
Входит в состав округа Филлах.  Население составляет 6824 человека (на 31 декабря 2005 года). Занимает площадь 67,4 км². Официальный код — 2 07 02.
Находится близ границ с Италией и Словенией.

## Политическая ситуация
Бургомистр коммуны — Райнхард Антолич (СДПА) по результатам выборов 2021 года.
Совет представителей коммуны (нем. Gemeinderat) состоит из 27 мест.
- СДПА занимает 18 мест.
- АНП занимает 6 места.
- АПС занимает 3 места.